# St. Peter und Paul (Hněvošice)

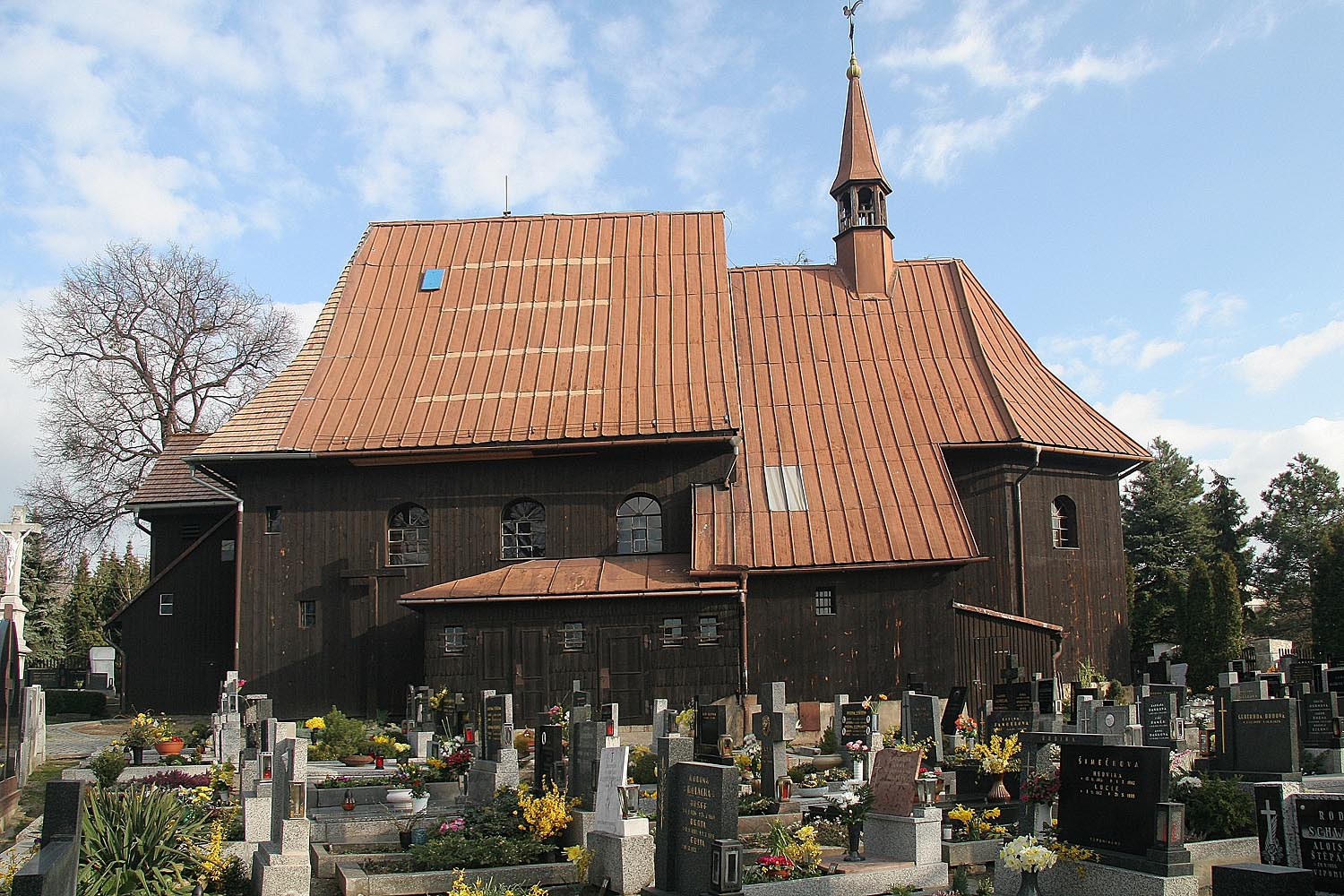
Ansicht von Süden

Die barocke Kirche St. Peter und Paul (tschechisch Kostel svatého Petra a Pavla) ist ein Kirchengebäude des römisch-katholischen Bistums Ostrau-Troppau in der Gemeinde Hněvošice (Schreibersdorf) im Okres Opava, Tschechien. Die denkmalgeschützte Schrotholzkirche ist seit 2011 eine Tochterkirche der Pfarrei Zum Guten Hirten.

## Lage
Die geostete und von einem Friedhof umgebene Kirche St. Peter und Paul befindet sich auf einem erhöhten Platz unweit des Ortszentrums von Hněvošice an der Straße Hřbitovní. In unmittelbarer Nähe liegen der Neue Friedhof, das Pfarramt und die neue Pfarrkirche Zum Guten Hirten.

## Geschichte
Schreibersdorf war ursprünglich eine selbständige Grundherrschaft mit eigener Pfarrei. Im Jahre 1677 wurde die vakante Pfarrei als Kommendat dem Pfarrer in Odersch übertragen und die sonntägliche Messe abwechselnd in beiden Dörfern abgehalten. Als 1725 in Odersch ein neues Pfarrhaus errichtet wurde, verweigerte die Schreibersdorfer Kirchgemeinde ihre Beteiligung; vermutlich bestand in Schreibersdorf zu dieser Zeit noch ein gebrauchsfähiges Pfarrhaus. Die Streitigkeit führte dazu, dass der Oderscher Pfarrer fortan nur noch an jedem dritten Sonntag nach Schreibersdorf kam, um die Messe zu halten und die Schreibersdorfer Kirche seit dieser Zeit nicht mehr als Pfarrkirche, sondern als Tochterkirche angesehen wurde. 1729 zerstörte ein Großfeuer große Teile von Schreibersdorf. Im Jahr darauf erfolgte der Bau der heutigen Kirche, die wahrscheinlich an der Stelle des abgebrannten Vorgängerbaus errichtet wurde. Der Besitzer der Grundherrschaft Schreibersdorf, Johann Rudolf Sahrer von Sahr, spendete dabei 100 Rheinische Gulden zu dem Kirchenbau.
In den Jahren 1801–1802 erfolgte der Bau eines Pfarrhauses neben der Kirche, die aber weiterhin eine Tochterkirche der Pfarrei Odersch blieb. Zwischen 1842 und 1857 wurden umfangreiche Renovierungsarbeiten vorgenommen. Dabei erhielt die Kirche eine steinerne Untermauerung und eine neue Innenausstattung; außerdem wurde das Dach mit Schindeln eingedeckt und mit einem Chorreiter versehen.
1923 wurde die Kirche zur Pfarrkirche erhoben und ein neues Pfarrhaus gebaut. Erster Pfarrer war ab 1924 Jan Pavelek. Zu dieser Zeit war die für ein Dorf mit 200 Einwohnern gebaute Kirche bereits zu klein geworden; in Hněvošice/Schreibersdorf lebten inzwischen über 600 Menschen. Für einen Kirchenneubau fehlten der Kirchgemeinde jedoch die Mittel; später verhinderten diesen die politischen Verhältnisse (Anschluss an das Deutsche Reich, Zweiter Weltkrieg und Februarumsturz). Im April 1945 lag Schreibersdorf im Frontgebiet; die Kriegsschäden wurden nach dem Ende des Zweiten Weltkrieges provisorisch repariert, zerstörte Balken wurden mit Hartfaserplatten und Anstrich ausgebessert. Seit 1958 ist die Kirche – einschließlich der Friedhofsumfriedung – als Kulturdenkmal geschützt.
In den Jahren 1994–1995 erfolgte eine denkmalpflegerische Teilinstandsetzung; zugleich wurde aber auch 150 m südöstlich ein Kirchenneubau in Angriff genommen, der 1996 als Tochterkirche Zum Guten Hirten geweiht wurde.
2005 wurde eine Dachinstandsetzung vorgenommen, wobei das Schindeldach durch eine Blecheindeckung ersetzt wurde. Da der um die Kirche befindliche Friedhof seiner Kapazitätsgrenze näher kam, wurde im Jahre 2006 hundert Meter nordwestlich der Kirche am Ortsrand ein neuer Friedhof angelegt und im Oktober 2006 durch Bischof František Václav Lobkowicz geweiht. In den Jahren 2007–2008 erhielt die Kirche St. Peter und Paul eine Generalsanierung. Im Oktober 2011 wurde die Pfarrei auf die Kirche Zum Guten Hirten übertragen, die Kirche St. Peter und Paul fungiert seitdem als Tochterkirche.

## Beschreibung
Das einschiffige Bauwerk besteht aus einem eingerückten dreiseitigen Presbyterium, einem nahezu quadratischen Schiff mit rechteckigen, geteilten Bogenfenstern und einem Vorsaal mit niedrigen Glockentürmchen. Die an der Südseite angebaute Sakristei verfügt über einen separaten Eingang. Über dem Presbyterium ist ein schlanker hexagonaler Dachreiter mit Laterne aufgesetzt; die darin befindliche Glocke stammt von 1889. Im vorderen Glockentürmchen hängt eine spätgotische Glocke mit einem Gebet als Friesinschrift; bis zum Zweiten Weltkrieg hing dort eine zweite Glocke, die als Kriegsmetall verloren ging.
Im Innern führt eine gleichschenklige überdachte Treppe auf die u-förmige Chorempore; bis zum Umbau nach dem Zweiten Weltkrieg erfolgte der Zugang über eine offene Wendeltreppe. Die dreiflügelige Empore ist mit den Umfassungsbalken verkeilt und wird an der Vorderseite von vier beschnitzten Gebälksäulen getragen. Im Säulenretabel des mit reichhaltigem Schnitzwerk verzierten Hauptaltars befindet sich ein von Statuen der hll. Petrus und Paulus aus der zweiten Hälfte des 19. Jahrhunderts flankiertes Bildnis der Hl. Dreifaltigkeit. Im Aufsatz sind das ursprüngliche Bildnis der Madonna mit Jesuskind sowie die Wappen des Johann Rudolf Sahrer von Sahr und dessen Frau Rosina von Frankenberg erhalten.
Im Kirchenschiff befinden sich zwei Seitenaltäre mit geschnitzten Akanthusretabeln und Engeln. Der linksseitige Rosenkranzaltar trägt ein Tafelbild mit der Anbetung der Hl. Drei Könige und auf dem Aufsatz ein Bildnis Gottvaters. Der rechte Altar zeigt ein Bild des hl. Johannes von Nepomuk und im Aufsatz eines der hl. Anna mit der Jungfrau Maria.
Die ebenerdige Kanzel besteht aus einem vierseitigen, mit reichhaltigem Schnitzwerk verzierten Pult; auf dem Parapet sind Schnitzfiguren der sitzenden vier Evangelisten mit herabgesenkten Füßen angebracht.